# Julius Mauthner

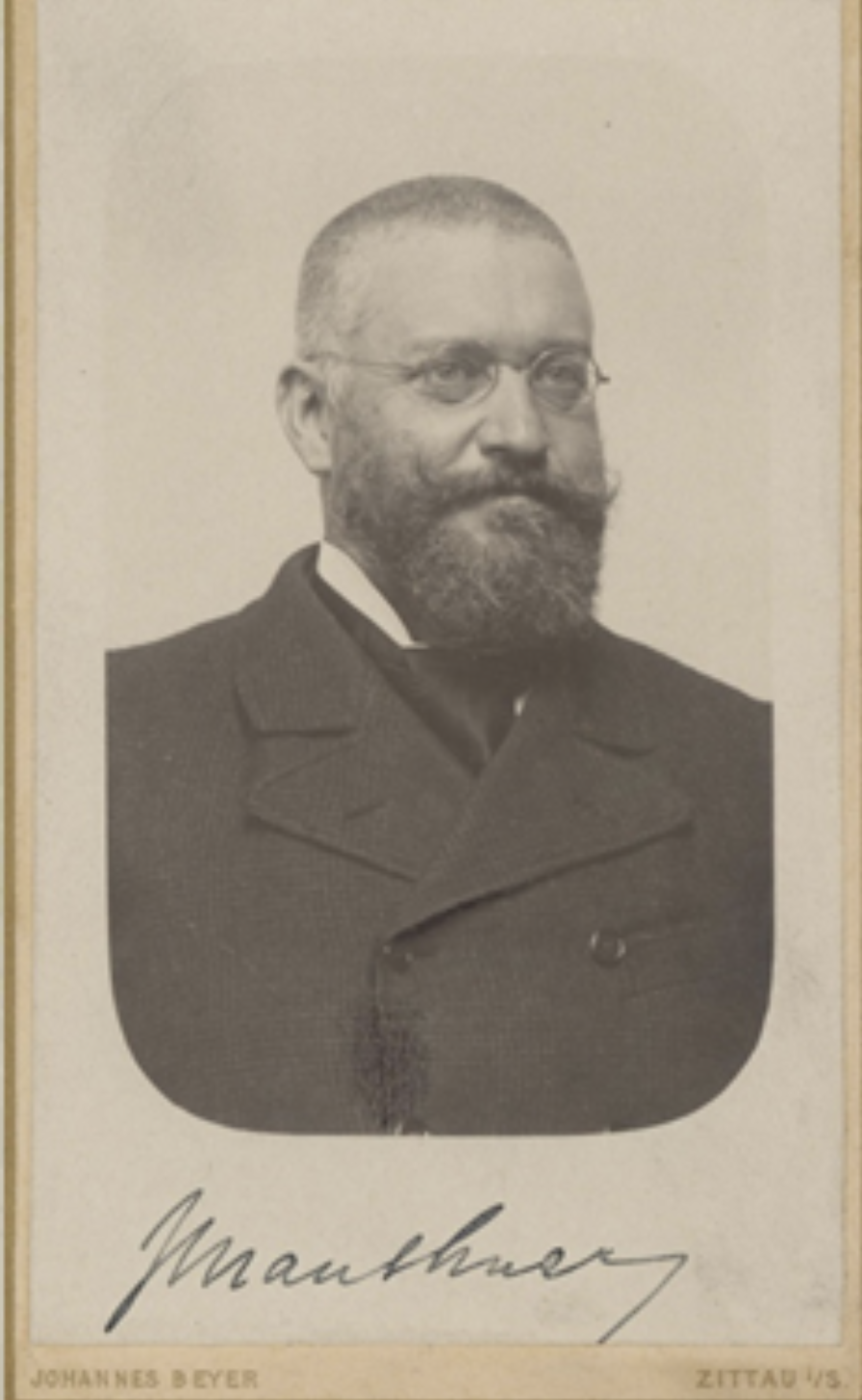
Julius Mauthner

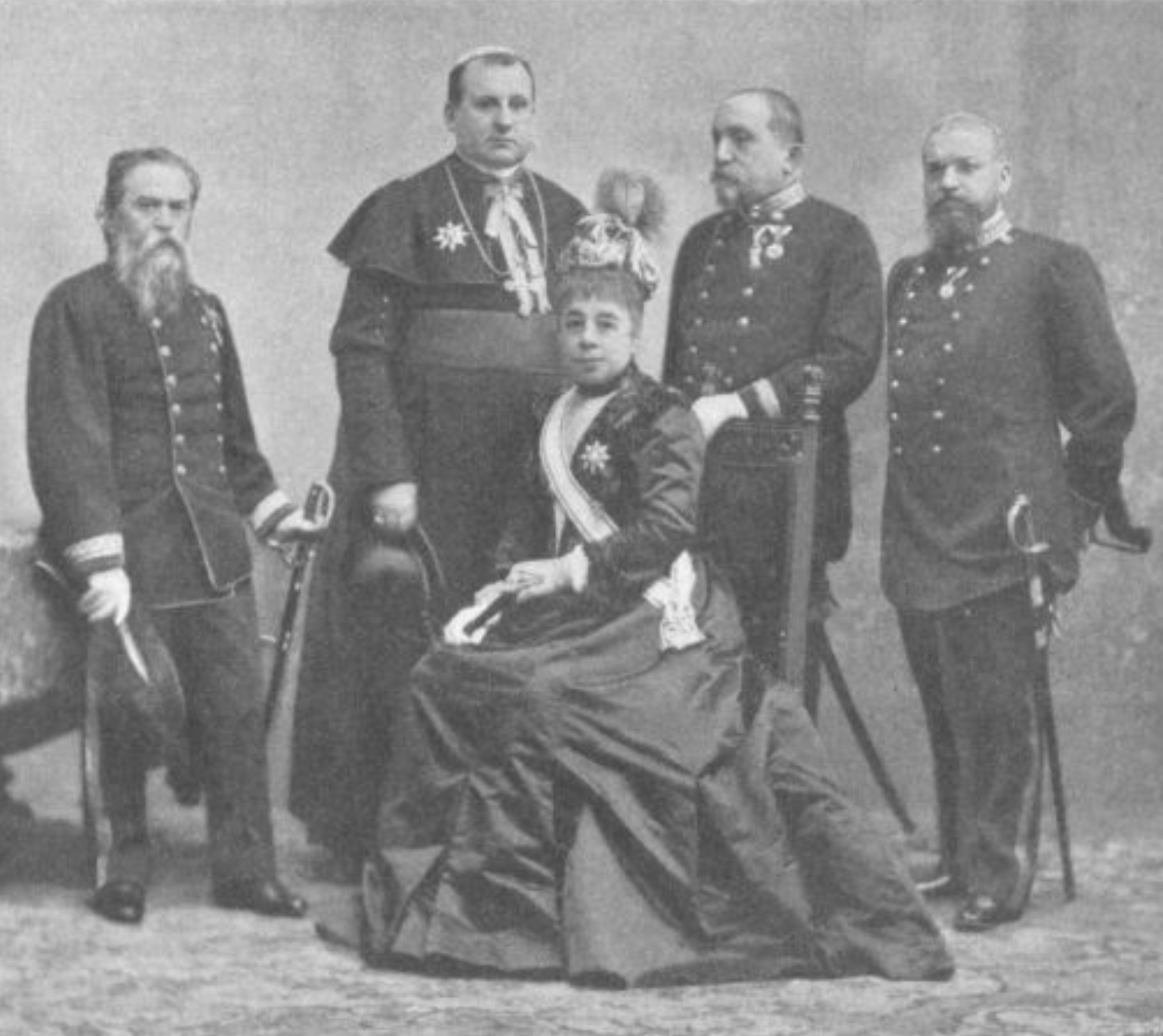
Die leitenden Persönlichkeiten der Poliklinik Wien, 1902.
(v. li n. r.:) August Leopold von Reuss, Weihbischof Godfried Marschall, Fürstin Pauline von Metternich, Alois Monti, Julius Mauthner

Julius Mauthner (geboren 26. September 1852 in Wien; gestorben 28. Dezember 1917 ebenda) war ein österreichischer Chemiker (Biochemie, medizinische Chemie) und Mediziner.
Julius Mauthner wurde in Wien als Sohn von Max Mauthner (etwa 1816–1893) und Marie Mauthner (etwa 1821–1890) geboren und studierte nach der Absolvierung eines Gymnasiums in Wien ab 1870 an der Medizinischen Fakultät der Universität Wien Medizin und wurde dort 1879 promoviert. 1875 heiratete er Johanna, geborene Pollaczek. Das Ehepaar hatte eine Tochter Emma. Danach war er Assistent von Ernst Ludwig. Nach der Habilitation 1881 war er Privatdozent für medizinische Chemie in Wien, erhielt 1885 den Titel außerordentlicher Professor. Daneben widmete er sich der Gerichtsmedizin, arbeitete als Gerichtschemiker und wurde 1913 schließlich zum ordentlichen Professor für Gerichtliche Medizin berufen. 1917 wurde er ordentlicher Professor für angewandte medizinische Chemie. Er war Mitglied und Gutachter des niederösterreichischen Landessanitätsrates und danach des Obersten Sanitätsrates.
Mauthner befasste sich insbesondere mit Aminosäuren, Indol, Neurin, Cystin und Cholesterin.
Er lieferte auch Beiträge zur Realenzyklopädie der gesamten Pharmazie von Josef Moeller (1848–1924), Ewald Geissler (1848–1898) und Hermann Thoms (ab 1904). 1892 veröffentlichte er den Beitrag Chemie der Mundhöhle im Handbuch der Zahnheilkunde von Julius Scheff.
Am 8. Oktober 1888 wurde er Mitglied der Leopoldina in der Sektion für Chemie. Er war ab 1898 Regierungsrat. Julius Mauthner war seit 1901 auch Mitglied der Photographischen Gesellschaft in Wien und beschäftigte sich intensiv mit dem Autochromverfahren zur Fertigung farbiger Fotografien, speziell als Diapositive. Im Juni 1916 wurde er in die wissenschaftliche Kommission und als Herausgeber des seit 1891 bestehenden Codex Alimentarius Austriacus (Österreichisches Lebensmittelbuch) gewählt. Während des Ersten Weltkrieges unterstützte er die „Flüchtlingshilfsaktion“ von Anitta Müller.
Sein Grab befindet sich in der israelitischen Abteilung des Wiener Zentralfriedhofs.

## Veröffentlichungen
- Beiträge zur Kenntnis des Cholesterins von J. Mauthner und W. Suida. Abhandlung 1, 2, 4, 5. Sonderabdruck aus: Sitzungsberichte der Akademie der Wissenschaften. Wien 1894–1903.
- Über Phenylglycin-ortho-carbonsäure, sowie über die Gewinnung von Glycocoll und seinen Derivaten von J. Mauthner und W. Suida. Sonderabdruck aus: Sitzungsberichte der Akademie der Wissenschaften. Wien 1888.
- Über das Vorkommen von Arsen in Friedhof-Erden, von Ludwig E. und J. Mauthner 6 S. Wien: Sonderabdruck aus: Wiener klinische Wochenschrift. Wien: Hölder 1890.
- Beiträge zur Kenntnis des Cystins. Sonderabdruck aus: Zeitschrift für Biologie. München: Oldenbourg o. J.
- Über das optische Drehungsvermögen des Tyrosins und Cystins. Sonderabdruck aus: Sitzungsberichte der Akademie der Wissenschaften. Wien 1882.
- Über den mütterlichen Kreislauf in der Kaninchenplacenta mit Rücksicht auf die in der Menschenplacenta bis jetzt vorgefundenen anatomischen Verhältnisse. Sonderabdruck aus: Sitzungsberichte der Akademie der Wissenschaften. Wien 1873.
- Über das Verhalten des β-Naphtols im Organismus nach Application auf die Haut. Sonderabdruck aus: Medizinische Jahrbücher. O.O. 1881.